# Max Dingler (Zoologe)
Max Gottfried Dingler (* 14. Mai 1883 in Landshut; † 28. Juni 1961 in München) war ein deutscher Zoologe und Mundartdichter.

## Leben
Dingler, Sohn eines königlichen Reitoffiziers, trat 1922 erstmals in die NSDAP ein und war Mitbegründer der NSDAP-Ortsgruppe Murnau. Nach seiner Habilitation in Zoologie wurde er 1923 Privatdozent in München. Im selben Jahr nahm er am Hitlerputsch teil. 1926 wechselte er an die Universität Gießen, wo er eine außerordentliche Professur erhielt. 1928 wurde er Präsident der Deutschen Gesellschaft für allgemeine und angewandte Entomologie.
Nach der „Machtergreifung“ der Nationalsozialisten trat er zum 1. Mai 1933 erneut der NSDAP bei (Mitgliedsnummer 3.208.137).
Von 1936 bis 1945 war er Erster Direktor der Wissenschaftlichen Staatssammlungen Bayerns. 1937 wurde er zum Honorarprofessor der Ludwig-Maximilians-Universität München ernannt.
Nach dem Ende des Zweiten Weltkriegs und seiner Amtsenthebung durch die US-amerikanische Militärregierung zog er sich ins Privatleben zurück und widmete sich dem Erhalt der bairischen Sprache. Von ihm stammen zahlreiche Gedichte, Erzählungen und Volksstücke in Mundart. Dingler war auch ein früher Naturschützer. Seit den 1940er Jahren setzte er sich in Vorträgen und Verhandlungen mit der Verwaltung für den Erhalt des Murnauer Mooses ein: Moore seien „kein Ödland, kein Unland, sondern Urland“.

## Ehrungen und Rücknahme von Ehrungen
- 1953: Verdienstkreuz am Bande der Bundesrepublik Deutschland
- 1953: Ehrenbürger des Marktes Murnau am Staffelsee.[5] Die Ehrenbürgerwürde wurde 2017 wegen seiner Nähe zur NSDAP aberkannt.[6]

Der Literaturwissenschaftler Wolfgang Riedel wirft Dingler Rassismus und Antiamerikanismus vor, den er in dem unveröffentlichten Gedichtzyklus Trauer und Schmach entdeckte. Die Hauptschule in Murnau am Staffelsee war nach Max Dingler benannt. Sie wurde am 14. Juli 2011 in einem Eilverfahren mit Wirkung zum 1. August 2011 zunächst in Mittelschule Murnau umbenannt. Später wurde der aus Murnau stammende Widerstandskämpfer Christoph Probst Schulpatron.
In Dinglers Heimatstadt Landshut war ein Weg nach ihm benannt, der nach dem Willen des Kultursenats der Stadt 2014 in den August-Preißer-Weg umbenannt wurde. Am 19. Juli 2022 beschloss der Gemeinderat Gauting die Umbenennung der Max-Dingler-Straße in Stockdorf in Oskar-Maria-Graf-Straße. Dies wurde im Juni 2023 umgesetzt.

## Nachlass
Der literarische Nachlass von Max Dingler liegt im Literaturarchiv der Monacensia im Hildebrandhaus.